# 安希婷
安希婷（英語：Evelyn On Hei Ting，1997年3月25日—），香港紋身師及歌手。

## 簡歷
安希婷從單親家庭長大，早年就讀中華基督教會協和小學（2010年下午校）和佛教大雄中學，唸中三期間已到理髮店當「洗頭妹」，之後選擇修讀職業訓練局轄下青年學院的中專教育文憑課程。她就讀小學與中學期間為校內籃球隊的成員，而且自小喜歡畫畫，13歲時又因年少氣盛而接觸紋身，受到這種藝術所吸引，遂於17歲正式拜師入行做紋身師，2017年更開設個人店舖「EvelynOn Tattoo HK」，主要繪畫「New School」風格的卡通圖案；母親初時曾反對和認為女兒會因此容易學壞且不能餬口，但後來逐漸接受。
2017年底，安希婷跟耀榮文化簽約成為旗下藝人，開始演出電影、電視劇、廣告等工作，現時亦兼職模特兒及駐場歌手。2018年，她參加由沈龍威舉辦的《第一屆香港紋身小姐》〈第六屆香港中國國際紋身展〉，並奪得「Levi's 演繹大獎」與「香港紋身小姐」兩個獎項。
2021年，安希婷參與ViuTV選秀節目《全民造星IV》，30強止步。

## 私生活
2019年4月25日，與台灣街頭藝人練懿樂結婚。7月5日，在Instagram貼出超聲波照，宣佈懷孕14周。12月30日，在新北惠心產後護理之家誕下兒子。
2020年10月指被丈夫練懿樂家暴，其聲請的保護令在12月獲得法庭核發，証實被家暴之事實，最終於2021年2月與練懿樂離婚。

## 演出作品

### 劇集
| 首播           | 劇名             | 角色             |
| 愛奇藝、翡翠台 |                  |                  |
| 2018年         | 守護神之保險調查 | Moon（第1、2集） |

### 綜藝節目
| 首播   | 節目名     | 備註   |
| ViuTV  |            |        |
| 2017年 | FA Cup     | 主持   |
| 2018年 | Girls Talk | 主持   |
| 2021年 | 全民造星IV | 參賽者 |

### 音樂錄像
| 年份   | 歌名       | 歌手 |
| 2019年 | 細說。叫喊 | Mr.  |

### 電台節目
| 首播     | 節目名       | 備註 |
| 商業電台 |              |      |
| 2017年   | 普通話台     | 嘉賓 |
| 2018年   | 新香蕉俱樂部 | 嘉賓 |

## 曾獲獎項
| 年份   | 獎項                                  | 結果 |
| 2018年 | 第一屆香港紋身小姐「香港紋身小姐」    | 獲獎 |
| 2018年 | 第一屆香港紋身小姐「LEVI'S 演繹大獎」 | 獲獎 |

## 外部連結
- 安希婷的新浪微博
- 安希婷的Facebook專頁
- 安希婷 Evelyn On的Facebook專頁
- 安希婷的Instagram帳戶
- 安希婷 EVELYN ON – Red Culture